# Les Voyages de Nicky
Les Voyages de Nicky est une série documentaire diffusée sur France 5 à partir du 29 août 2023,,. La série suit la drag queen Nicky Doll alors qu'elle explore les communautés queer et l'expression de genre à travers le monde. Dans chaque épisode, Nicky Doll participe à une performance drag sur une scène locale ainsi qu'à une performance en plein air, dans un lieu emblématique du pays visité. La première saison se compose de quatre épisodes qui présentent la culture queer, les droits et l'activisme LGBT, ainsi que l'art du drag en Inde, en Grèce, au Mexique et au Japon. Le 30 août 2023, CAN'T STOP Media a annoncé avoir acquis les droits de distribution mondiaux de la série.
Dans une interview avec Elle, Nicky Doll a cité Anthony Bourdain et sa propre exposition à différentes cultures alors qu'il vivait en France, à Saint-Martin et au Maroc comme source d'inspiration pour la série. La série était l'un des deux projets sélectionnés sur appel d'offres pour la programmation d'été 2023 de France 5 parmi 232 candidats.

## Liste des épisodes
| № | Titre      | Première diffusion |
| --- | ---------- | ------------------ |
| 1 | En Inde    | 29 août 2023       |
| Nick voyage en Inde, où elle se rend acheter un sari et naviguer les eaux du Kerala avec Maya. Nicky rends ensuite visite à un village de Hijra fondé par Grace Banu, une activiste trans. Elle participe ensuite au festival Navratri à Tiruchendur, dans le Tamil Nadu. Nicky met fin à son voyage avec une performace au style de Bollywood à Mumbai,. |            |                    |
| 2 | En Grèce   | 29 août 2023       |
| Nicky rencontre la drag queen Kangela et observe sa performance au premier et unique comedy club queer d'Athènes. Nicky prends ensuite voile vers Sifnos. Elle se rend finalement à Lesbos pour rencontre une ponière de la communauté lesbienne locale et découvrir l'impact de Sappho sur l'île.                                                        |            |                    |
| 3 | Au Mexique | 4 septembre 2023   |
| 4 | Au Japon   | 4 septembre 2023   |